# 日本福音教団

日本福音教団（にほんふくいんきょうだん）は、野村正幸が代表を務める日本の宗教法人である。プロテスタントホーリネス系の団体。

## 沿革[3]
- 1952年、太平洋戦争も終わり、講和条約を通して、日本も独立し、後の指導者である吉野勝栄、星野栄一らは、戦後しばらくは日本基督教団ホーリネスの群の中で活動を続けていた。また、東京聖書学院を設立し、多くの教職者を輩出した。
- 1953年、吉野勝栄、星野栄一らは、私共同志と共に日本基督教団から出て、同年6月「日本福音教団」を設立、宗教法人の認可を受けた。吉野勝栄師を初代の総会議長にし、副議長に星野栄一を選出した。
- 1971年、日本福音教団から離脱した教会が、吉野勝栄、加藤博重らを指導者として「日本福音教会連合」を設立した。日本福音教団は分裂し、日本福音教会連合と分かれた。第2代の総会議長に星野栄一師が推挙され、その時代より韓国、中国の宣教師を受け入れ、各地の伝道を応援する。
- 1996年、9月に星野師が死去。10月に福音聖書教会での臨時総会で、武井啓治師が議長に選ばれたが、諸事情により日本福音教団を離脱され、平岡忠雄師が議長代行と1年余星野師、武井師の残期を全うされる。
- 1998年、3月に教団第26回総会にて、田辺誠一師が総会議長に推挙された。
- 2002年、創立50年になった教団の記念集会と記念誌の発行が出来た。
- 2004年、3月に前体制になる。
- 2018年
  - 2月12日に「日本人教職者・信徒リバイバル聖会」が東京の福音聖書教会（田邊誠一牧師）で開催され、日本福音教団再生の道筋の土台が固められた。
  - 3月7日の臨時総会を経て6月19日には東京の聖都教会で年会・総会が開催され、議長を野村正幸が務め、新しい七人の責任役が承認された。
- 2019年4月30日、東京の日本ベテル教会の年次総会において、野村正幸牧師が代表役員、総務は白均鉉(ペク・キンケン）牧師が選ばれた。

## 特色
クリスチャン情報ブックでは下記の通り解説される。
- 「福音を全日本へ」をモットーに日本での宣教だけではなく、アジアにも積極的にかかわりを持っている。
- 四重の福音の強調。特に、アガペー・ホーリネスの信仰を強調する。
- ジョン・ウエスレーの教義である「クリスチャンの完全」を目指し、中田重治の主張された、新生・聖化・神癒・再臨を受け継ぎ、ホーリネスの流れを汲み、66巻の旧新約聖書を神の霊感で書かれたことを信じ、時が良くても悪くても、あやまりなく、神の言を伝え、主イエスが定められた、洗礼と聖餐の式典を忠実に守っている。尚、政治などには国のために祈るが、直接に参与せず、聖霊に満たされて、主イエスの証人となることを目標にし、「福音を全日本へ」とをモットーにして進んでいる。
- 中田重治監督のリバイバル、そしてイスラエルの回復、その他様々な問題の中、分裂して、聖教会、米田豊師、車田秋次師他と共に、聖教会に加盟していたが、太平洋戦争により、政府の命令で日本基督教団に統括されていた。

## 教憲
- 神はその恩竉の言により諸国諸民の中よりキリストに在りて一つの民を召し之を選びて父と子と聖霊の交わりに入らしめ給う、之聖なる公同教会なり。神は嗣業の地の疲れたる時ルターを召して十字架の福音を宜揚し其の衰へたる日、ウィスレーを選びて宝血の恩竉を復興し給へり。　　　　　　　　　　　　　　　　　　　　　　　　　　　　　　　　　　　　　　　　　　　　　主は其の福音を地の極に伝えてこの末の世に最後月足らぬ者の如き祖国日本をかえりみ、聖書の恩竉に与らしめ給う。聖霊を受け同じく天の召をこうむりし我等ホーリネスの民は戦災と弾圧の曠野より新しく起き上がり自主独立なる公同の教会を形成するに至れり。　　　　　　　　　　　　　　　　聖霊の全き感動による聖書に立ち、使徒的な四重の福音を信じ之を地に極に宣伝へ聖礼典を守り主の来たり給うを待ち望む、これ我等の日本福音教団なり。
- 第一条    本教団は主イエス・キリストを首と仰ぐ公同教会にして教憲及び教会規則の定むるところに導ひて主の体なる公同教会の権能を行使し其の存立の使命を達成することをい以て本旨とす。
- 第二条    本教団は旧新約聖書を神の言として福音の真理を悉く載せたるものとなり信じ左の信条を告白す。
- 使徒信条　　　　　　　　　　　　　　　　　　　　　　　　　　　　　　　　　　　　　　　　　　　　　　　　　　　　　　　　　　　　　　　　　　　　　我は天地の造り主、全能の父なる神を信ず。我はその独子、我らの主イエス・キリストを信ず。主は聖霊によりて宿り、処女(おとめ)マリヤより生まれ、ポンテオ・ピラトのもとに苦しみを受け、十字架につけられ、死にて葬(ほうむ)られ、陰府(よみ)にくだり、三日目に死人のうちよりよみがえり、天に昇り、全能の父なる神の右に座したまえり、かしこより来りて、生ける者と死にたる（死ねる）者とを審きたまわん。我は聖霊を信ず、聖なる公同の教会、聖徒の交わり、罪の赦し、身体のよみがえり、永遠(とこしえ)の生命(いのち)を信ず。
- 第三条　本教団は教憲及教団規則の定むる所に導ひ会議制により其の政治を行う。
- 第四条　本教団は教会総会を以て其の最高の政治機関とす。本教団の教務は教会総会の決議並に教憲及教団規則の定むる所に導ひて教団総会議長これを掌理す。
- 第五条   本教団は其の教務を遂行せんが為に教区を置く。
- 第六条   本教団の所属教会は第二条に定むる信条を奉ずる者の団体にして教会総会を以て其の最高の政治機関とす。教会総会の議長は教会担任教師之に当たる。
- 第七条　教会は宣教に勤め主に日毎に礼拝を守り時を定めて聖礼典を執行す。礼拝は讃美、聖書朗読、説教、祈禱及び献金等とす。聖礼典は洗礼及聖餐にして按手礼を領したる教師之を司る。
- 第八条    本教団は、神の召命を受け献身し正規の神学校課程を経教師試験に合格せる者を以て教師とす。教師は之を分ちて正教師及補教師とす。正教師は按手礼を領したる者、補教師は伝道の准充を受けたる者とす。
- 第九条   本教団の信徒は洗礼を領し教会に加えられた者とす。

補則
- 第十条   本教憲は教団総会三月前に議案を公表し、教団総会に於いて出席議員の三分の二以上の同意を得るに非ざれば之を変更することを得ず。

附則
- 本教憲は第一年会に於いて議決し施行せらる